# Censura en Cuba

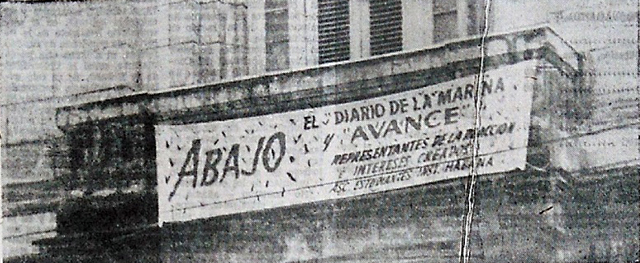
Pancarta de denuncia contra los periódicos Diario de la Marina y Avance, blanco de la regulación de la prensa y posterior censura.

La censura en Cuba en la época contemporánea abarca desde la llegada al poder de Gerardo Machado en 1925, que clausuró periódicos y revistas, además de reprimir violentamente huelgas y disolver organizaciones. Esta censura, continuaría con el régimen militar de Fulgencio Batista entre 1940–1944, eliminando sangrientamente la oposición de los movimientos comunistas. Con la llegada de la Revolución cubana el 1 de enero de 1959, Fidel Castro continuaría con políticas de censura ampliándolas a las nuevas tecnologías existentes. El 24 de febrero de 2008 la Asamblea Nacional del Poder Popular eligió a Raúl Castro como Presidente de Cuba, quién eliminó varias restricciones a los cubanos como la contratación de líneas de telefonía móvil, la posibilidad de hospedarse en hoteles y alquilar automóviles.

## Historia
A mediados de 1959, tras una operación en la que supuestamente se desmantelo una conspiración contra el Gobierno de Fidel Castro organizada por la dictadura de Rafael Leónidas Trujillo, la periodista estadounidense Jean Secon y otro periodista fueron arrestados tras intentar obtener una entrevista con William Alexander Morgan, líder de la operación. Los cargos contra los periodistas nunca fueron presentados y una semana después fueron liberados. Fueron los primeros periodistas estadounidenses arrestados por el régimen de Fidel Castro. Ese mismo año el Che Guevara le dijo al periodista cubano José Pardo Llada:
“Hay que acabar con todos los periódicos, pues no se puede hacer una revolución con libertad de prensa. Los periódicos son instrumentos de la oligarquía”.

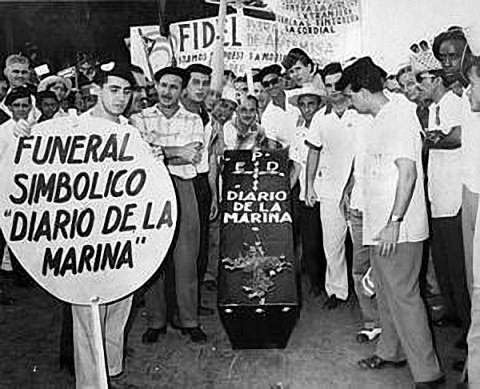
Funeral simbólico para el Diario de la Marina.

En enero de 1960, el gobierno de Fidel Castro proclamó que cada periódico estaría obligado a publicar una «Coletilla» escrita por el sindicato de impresores al final de cualquier artículo crítico con el gobierno; así comenzó la censura de prensa en la Cuba de Fidel Castro. El Diario de la Marina publicó su última edición el 12 de mayo de 1960 junto con el resto de periódicos independientes de Cuba. El entonces director del periódico y su familia se asilaron en la embajada de Perú. Sobre su clausura, Fidel Castro declaró que:
"...lo que le pasó al Diario de la Marina, le tiene que pasar a todos los periódicos contrarrevolucionarios..."
Cuando Prensa Libre escribió críticamente sobre la supresión del Diario de la Marina y la inminente pérdida de la libertad de prensa en Cuba, el gobierno también se apoderó de él. Turbas revolucionarias, incitadas por el frenesí del momento, pedían la ejecución de todos los editores que se oponían a Fidel Castro y la Revolución cubana. Uno a uno, los periódicos cubanos dejaron de publicarse.
Sólo se permitió la publicación de publicaciones controladas por el gobierno, como Revolución, El Mundo, la revista Bohemia y el periódico comunista Hoy, pero incluso ellas finalmente fueron eliminadas. Después del afianzamiento del nuevo gobierno y la supremacía del Partido Comunista de Cuba, sólo se permitió que existiera Granma, el órgano oficial del Partido Comunista. El 9 de septiembre de 1960, Fidel Castro ordenó la clausura de todos los programas católicos de radio y televisión.

## Críticas internacionales
Durante los últimos años, la censura en la isla ha sido informada y reportada insistentemente, y llegó a resultar en sanciones impuestas por la Unión Europea en 2003, después del encarcelamiento sumario de 75 periodistas independientes y, por lo tanto, disidentes. En una declaración del 26 de octubre de 2003, el Parlamento Europeo, otorgó su premio anual al grupo Damas de Blanco, colectivo de mujeres cubanas que ha estado protestando pacíficamente todos los domingos desde 2004 contra la detención continua de sus esposos e hijos, quienes a su vez son disidentes políticos en Cuba. Las Damas de Blanco utilizan este color como símbolo de la paz y de la inocencia que reclaman para los encarcelados.
Por su parte, la ONG de origen francés Reporteros sin fronteras (Reporters sans frontières) ubica a Cuba cerca del final de su índice mundial sobre la libertad de prensa (Press Freedom Index) de 2008, tan solo por delante de algunos países con regímenes dictatoriales, como Corea del Norte. RSF afirma que “Cuba es la segunda mayor cárcel del mundo para los periodistas”, después de la República Popular China. Por otro lado, Cuba fue nombrada también como uno de los diez países más censurados del mundo por el Comité para Proteger a los Periodistas.

## Medios y cultura en general

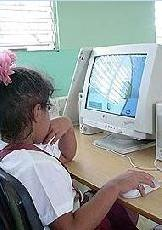
Alumna cubana haciendo uso de un PC en una escuela primaria.

El propio Artículo 53 de la constitución cubana, reconoce la libertad de expresión, pero solo si esta va conforme a «los fines de la sociedad socialista», también expresa que todos los medios de comunicación y difusión masiva son de propiedad estatal o social pero nunca de propiedad privada, para asegurar su uso «al servicio exclusivo del pueblo trabajador y del interés de la sociedad».
Los propios medios estatales se encuentran bajo la directa supervisión ideológica del “Departamento de Orientación Revolucionaria” del gobernante Partido Comunista de Cuba, el cual “desarrolla y coordina estrategias de propaganda”. Los cubanos no tienen acceso a retransmisiones privadas o extranjeras.
Tampoco tienen a su alcance libros, revistas o periódicos, a menos que estén aprobados por el gobierno o que sean publicados por el mismo. Además, no tienen permitido suscribirse a publicaciones del exterior ni recibirlas de visitantes o turistas extranjeros.
En agosto de 2006, el gobierno cubano emitió una advertencia a los pocos poseedores de las -ya de por sí ilegales- antenas parabólicas de televisión, citando su preocupación de que los Estados Unidos pudiesen transmitir programación con un “contenido desestabilizador y subversivo”. Copias de publicaciones tales como la Declaración Universal de Derechos Humanos de las Naciones Unidas han sido censuradas también en esta época.
Antes del triunfo de la Revolución cubana en 1959, La Habana se jactaba de tener 135 salas de cine, más que Nueva York o París. En la actualidad, tan solo algunas de ellas continúan abiertas, aunque la población de la ciudad se ha más que duplicado desde entonces. Por su parte, el gobierno comunista estableció un estricto control ideológico sobre la industria del cine, y las películas comenzarían a recibir la censura del Instituto Cubano de Arte e Industria Cinematográfico.
También se censuraron a varios artistas nacionales como Celia Cruz, Bebo Valdés, Meme Solís, Blanca Rosa Gil y Olga Guillot. En 2002, luego del festival de hip-hop que había tenido lugar en La Habana en agosto, la Casa de la Cultura recibió la orden, por parte del Ministerio de Interior (MinInt) de revisar las letras de las canciones de rap antes del comienzo de cualquier concierto.
Los rappers cubanos respondieron cambiando o alterando el estilo o ritmo de su música y/o de sus letras. Por lo tanto, las notas estridentes que provenían de los barrios y caseríos que tanto preocupaban a las autoridades estatales cuando se escuchaban por primera vez comenzaron a ser “ablandadas”, implicando cierto nivel de autocensura.

## Teléfonos móviles
Los celulares estuvieron fuertemente regulados para ser utilizados solo por una élite de cubanos. En 2008 un artículo informó que Cuba tiene la segunda menor tasa de penetración de telefonía móvil por habitante del mundo, según las Naciones Unidas, solo por detrás de la pobre y relativamente aislada nación oceánica de Papúa Nueva Guinea.
Desde 2008 el gobierno de Raúl Castro permitió su compra para todos los ciudadanos.

## Censura de Internet

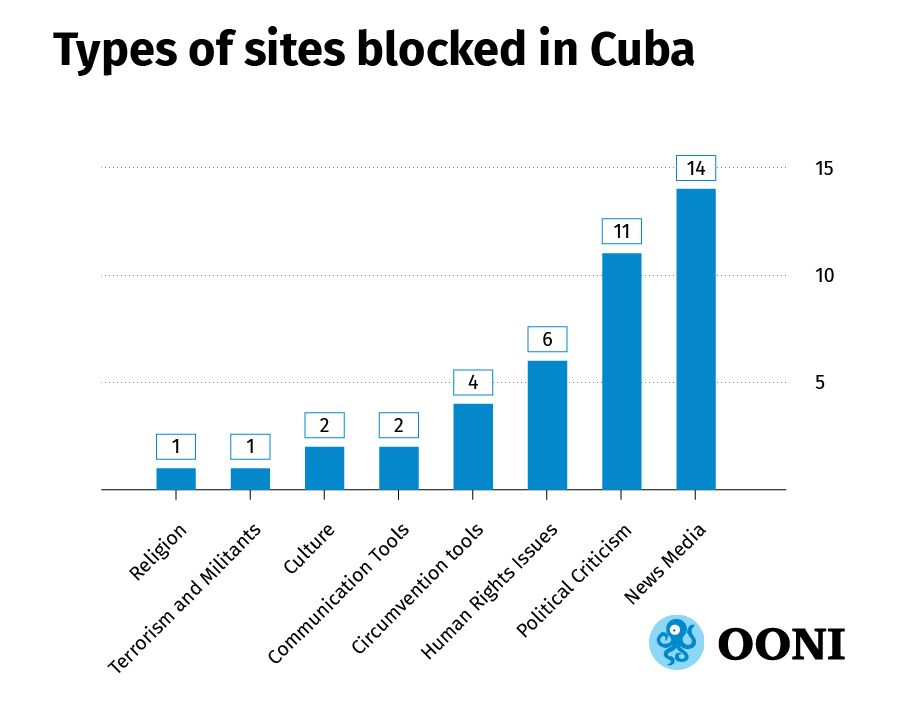
Censura en Internet en Cuba por contenido. Medida del Observatorio Abierto de Interferencias en la Red.

El gobierno cubano ha llegado a denominar a Internet como “la gran enfermedad del siglo XXI” De hecho, mientras que permisos especiales están disponibles para una élite de cubanos “confiables” seleccionados, el acceso a la Red de redes permanece notablemente restringido para la inmensa mayoría de la población.
Se ha venido requiriendo un permiso especial para poder utilizar Internet en Cuba. El acceso a la red, a pesar de ser mucho más bajo que en la mayoría de los países, es permanentemente controlado y el contenido de los mensajes de correo electrónico es monitoreado. Existen dos tipos de conexiones a la Red en los pocos cibercafés cubanos: una que es “nacional” y que solo permite utilizar un servicio de e-mail operado por el propio gobierno, y otra “internacional”, que sí permite acceso a sitios web y servicios extranjeros.
La gran mayoría de la población está restringida solamente a la primera, la cual, por otro lado cuesta 1,5 dólar estadounidense por hora (lo que equivale a aproximadamente un décimo del salario de un cubano promedio según tipos de cambio). Todos estos factores mantienen a la población al margen de la utilización potencial de ese servicio. Menos factible aún es el acceso “pleno”, el cual -al costar unos 5 USD/h-, equivale a 1/3 del sueldo mensual promedio.
Además, para poder utilizar una computadora, los cubanos deben informar de su nombre y su dirección, además de estar sometidos a un control en el tipo de páginas que visitan. Por otra parte, los turistas y visitantes extranjeros que permiten que cubanos utilicen sus propias computadoras portátiles suelen ser acosados al respecto, para que dejen de hacerlo.

Esta prohibido comprar cualquier tipo de equipo informático sin el expreso permiso de las autoridades. Aunque es difícil, es posible ensamblar una computadora a partir de partes compradas en el mercado negro, pero los precios son prohibitivos. El Estado es el dueño de casi todas las computadoras de la isla. Como resultado, Cuba tiene uno de los menores índices de propiedad de computadoras – de sólo 3,3 cada 100 habitantes, la misma tasa que Togo

Por su parte, el embajador cubano Miguel Ramírez ha descrito a la ONG de derechos humanos Amnistía Internacional como sesgada y ha argumentado que Cuba tiene el derecho a “regular el acceso a Internet  y evitar a los hackers, el robo de contraseñas, y los sitios pornográficos, de cultos satánicos, terroristas y otros sitios negativos”.
Por otro lado, las autoridades cubanas han venido alegando que el embargo comercial estadounidense (al que denominan con el técnicamente incorrecto término militar de “bloqueo”) les impide a los cubanos tener acceso a Internet por medio de cables submarinos de fibra óptica, uno de los cuales dicen que pasa a solo unos 30 km de La Habana. Por lo tanto, eso los fuerza a conectarse a la red vía satélite, lo que es más caro y hace que el servicio sea notablemente más lento.
Por otro lado, las autoridades estatales afirman que ellas priorizan el acceso “colectivo” a Internet, en lugares de trabajo, escuelas y centros de investigación, donde varias personas comparten una computadora.
Por otro lado, las autoridades cubanas han informado que aproximadamente 1.400.000 habitantes (un 12% de la población total) tiene algún tipo de acceso a Internet), y que existían 630.000 computadoras personales en la isla en 2008, implicando in incremento de 23% respecto de la cifra de 2007.
El periodista independiente cubano Guillermo Fariñas realizó una huelga de hambre durante siete meses para protestar contra la censura contra Internet en Cuba. La finalizó en el otoño de 2006, con algunos severos problemas de salud, pero estando aún consciente. Fariñas luego agregó que “estaba listo para morir en su lucha contra la censura”.
En mayo de 2009, los blogueros independientes cubanos informaron de la denegación de acceso de cubanos a los cibercafés localizados en los hoteles, que son los más numerosos en Cuba. Eso desató una campaña en la red por el libre acceso de los cubanos a Internet en esos locales. A continuación surgieron informaciones que aseguraban que no existía tal prohibición. En respuesta, la bloguera Yoani Sánchez presentó  un video donde intervenían ella y su marido, en el que se puede ver cómo, el 9 de mayo de 2009, les denegaban el acceso a Internet en el Hotel Meliá Cohiba, indicándoles que había una resolución que solo permitía dicho acceso a extranjeros, información que fue confirmada por otros medios.
Pocos días después volvió a ser posible el acceso de todos los cubanos a la red en los cibercafés de los hoteles, mientras que en todos los hoteles consultados aseguraban desconocer la existencia de ninguna regulación que prohibiese el acceso de cubanos a internet. Yoani expresó su sospecha de que las autoridades se retractaron gracias a las denuncias públicas. En septiembre de 2009, las autoridades cubanas aprobaron legalmente el uso de Internet, que hasta entonces se encontraba restringido, para todos los ciudadanos. No obstante, Reporteros sin Fronteras constató, a principios de 2010, la existencia de agentes de seguridad a la puerta de los hoteles, controlando la identidad de quienes entraban y las páginas que visitaban.
En el informe publicado en 2010 por Reporteros sin Fronteras sobre la libertad de prensa en internet, se señaló a Cuba, Birmania, Corea del Norte y Turkmenistán como los países más restrictivos del mundo en la libertad de acceso a la red.

## Reciente cooperación con China
La ONG de origen francés Reporteros Sin Fronteras sospecha que el régimen cubano obtiene su tecnología de vigilancia de China, la cual por otra parte ya ha sido proveedora de material de ese tipo a otros gobiernos autoritarios, como el de Bielorrusia y el de Zimbabue.

## Radio

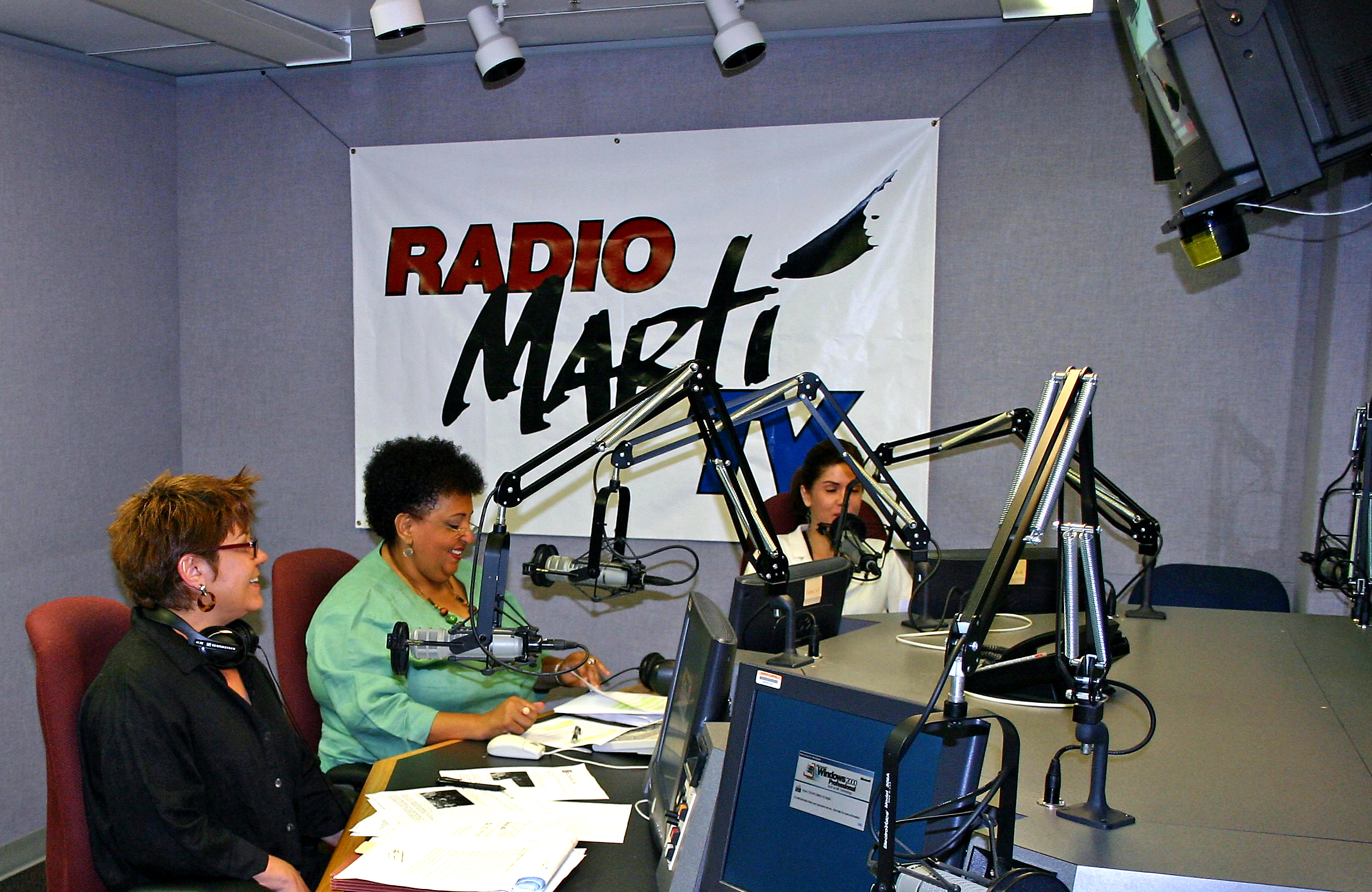
Estudios de Radio Martí, el canal internacional de radio que emite para Cuba desde Miami (Estados Unidos).

En 1963 el gobierno de la isla comenzó a interferir en trasmisiones radiales extranjeras, sobre todo las que estaba comenzando a emitir el naciente exilio cubano desde la cercana ciudad estadounidense de Miami, en el sur de la Florida. Cuarenta años después, las interferencias aún son comunes. Por ejemplo, en 2006, el gobierno comenzó a interferir las emisiones de Radio República, una estación clandestina que transmitía en la frecuencia de 7205 kHz.[cita requerida]

## Atracción internacional
En 2003, la Unión Europea impuso sanciones al gobierno de Fidel Castro debido a la represión y posterior encarcelamiento sumario de 75 periodistas disidentes (justo cuando la prensa internacional estaba expectante debido a la invasión de Irak), en un hecho que en el extranjero sería conocido como ”Primavera negra”. No obstante, las sanciones impuestas no fueron renovadas en 2006, y en 2010 el Consejo de Europa manifestó que “el estado de los derechos humanos [en Cuba] se había deteriorado”. Por otro lado, desde que las sanciones fueron impuestas, 20 de los periodistas encarcelados en 2003 aún siguen en prisión, aunque Guillermo Fariñas fue excarcelado debido a su estado de salud.
Por su parte, la Federación Internacional de Asociaciones e Instituciones Bibliotecarias y su Comité para el Libre Acceso a la Información y la Libertad de Expresión expresaron su profunda preocupación acerca de las continuas violaciones del derecho humano básico de libertad de acceso a la información. Asimismo, la Oficina de Asuntos Cubanos del gobierno federal de los Estados Unidos emitió una declaración elogiando al Comité de Coordinación Global de Organizaciones por la Libertad de Prensa por su esfuerzo de atraer la atención hacia el “injusto encarcelamiento de periodistas” en Cuba.